# パコ駅
パコ駅はフィリピン国鉄南方本線の駅。マニラ首都圏のパコにあり、キリノ通りに面した一番南の駅で、これ以南はセルヒオ・オスメニャ高速道路(現サウス・スーパーハイウェイ)に沿って曲がっている。 
もともとの建物はアメリカ統治下時代の1915年にプラザデラオの向かい側に建てられた。しかし、この建物は1996年に隣接地にショッピングモールを建設し始めた業者によって一部取り壊された。モール建設の中止によって解体は完了せず、外観はそのまま現在まで残った。2009年、旧駅は新しい駅とともにキリノ通りとペドロヒル通りの交差点近くに移動せしめられた。2015年、フィリピン運輸通信省は旧パコ駅駅舎の修繕保存計画を開始した。遺産保護協会を含め保護活動家もこの計画を支持した。
パコ駅の前の駅はパンダカン地区のパンダカン駅、次の駅はサン・アンドレス・ブキッド地区のサン・アンドレス駅である。LRT-1号線の駅は遠いがペドロ・ジル通りを進めばペドロ・ヒル駅、キリノ通りを進めばキリノ駅がある。

## 歴史

### 建設
サンタ・メサからビナカヤンやカヴィテ市のカヴィテ駅へ向かう旧カヴィテ線の一部として、サンタ・メサ-パコ間のマニラベルトラインが1908年3月25日に開業した。その後、現在の南方本線であるレガスピ行の路線や、ナイック方面、ナイック駅の分岐線ナイック線が建設されている。
駅建設は1912年に始まり、1915年に完工した。

### 第二次世界大戦
第二次大戦中の米軍のフィリピン奪回に伴うマニラの戦いにおいてパコ地区は日米両軍の激戦区となった。
1945年2月7日、米軍第149歩兵連隊は在フィリピンのコモンウェルス陸軍とともにパシグ川を渡河しパンダカンおよびパコの郊外に到達した。駅を防衛する300人の日本兵との間で激しい戦闘となり、連合軍が遭遇した「都市での最初の強い抵抗」であった。
記録によれば"日本[兵]は[鉄道]駅周辺中にマシンガンポストを配置しており、それぞれのマシンガンポストを小銃兵のいる壕が囲んでいた。それぞれの角に20mm砲が配置された土嚢の陣地が築かれていた。建物内の一基の大きいコンクリートトーチカには37mm砲が配置されていた。"とされる。2日間にわたる戦闘で、連合軍はこの戦闘に勝利したが、日本軍を掃討し戦闘が集結するまでに335人のアメリカ人と417人のフィリピン人が命を失った。
パコの戦いでメキシコ系で技術軍曹のクレト・ロドリゲス、アメリカ先住民の上等兵のジョン・N・リースJrの二人に名誉勲章が授与されており、第149歩兵連隊とともにパンダカンとパコの攻撃に主要な役割を果たした第148歩兵連隊と第37歩兵師団のB中隊の兵であった。

## 駅配置
| 1F ホーム | 側面ホーム、右開き | 側面ホーム、右開き              |
| 1F ホーム | ホーム A           | 首都通勤線 トゥトゥバン駅行 (←) |
| 1F ホーム | ホーム B           | 首都通勤線 アラバン駅行 (→)     |
| 1F ホーム | 側面ホーム、右開き |                                 |
| L1        | コンコース/ 地上階 | 切符売場、駅管理、売店          |

## 近隣施設
駅近隣にはプラザデラオ、パコ市場、サンフェルナンド・デ・ディラオ教会、パコカトリック学校、Colegio de la Inmaculada Concepcion de la Concordia(コンコルディア大学)などがある。プラザデラオにはキリシタン大名高山右近の顕彰碑が建てられている。メトロマニラスカイウェイの第3工区が新旧駅の前を通っている。

## 註釈
1. ↑  My Activeworlds Constructions
2. 1 2  Palaña, Voltaire (2015年6月23日). “Paco restoration earns accolades”. マニラタイムズ 2016年2月24日閲覧。
3. ↑  http://www.rihspi.org/about/agreements/2009-mou-with-pnr/
4. ↑  “Japanese [fighters] had machine gun posts all around the [railroad] station, and foxholes with riflemen surrounded each machine gun post. Inside at each corner were sandbag forts with 20mm guns. One large concrete pillbox in the building housed a 37mm gun.”